# Guido von Frobel
Guido Karl Johann Joachim von Frobel  (* 10. Mai 1848 in Koblenz; † 5. Februar 1913 in Weißer Hirsch bei Dresden) war ein preußischer Generalmajor und Chefredakteur des Militär-Wochenblattes.

## Leben

### Herkunft
Guido war der Sohn des späteren preußischen Generalleutnants Franz von Frobel (1802–1886) und dessen erster Ehefrau Charlotte, geborene von Holleben (1818–1852). Der preußische Generalmajor Friedrich von Frobel (1791–1862) war sein Onkel.

### Militärkarriere
Aus dem Kadettenkorps kommend trat Frobel am 18. April 1865 als Sekondeleutnant in das Garde-Grenadier-Regiment Nr. 4 der Preußischen Armee ein. Als solcher nahm er 1866 während des Krieges gegen Österreich an den Kämpfen bei Soor und der Schlacht bei Königgrätz teil. Seine am 1. Oktober 1869 begonnene dreijährige Weiterbildung an der Kriegsakademie musste Frobel aufgrund des Krieges gegen Frankreich 1870 unterbrechen. Er kämpfte mit seinem Regiment bei St. Privat, wo er leicht verwundet wurde, und nahm dann an der Belagerung von Paris sowie der Schlacht von Le Bourget teil. In der Zwischenzeit am 15. November 1870 zum Premierleutnant befördert, erhielt Frobel für seine Leistungen das Eiserne Kreuz II. Klasse.
Nach dem Frieden von Frankfurt setzte er seine Ausbildung vom 1. Oktober 1871 bis 1. Juli 1873 an der Kriegsakademie fort. Frobel wurde dann an die Kriegsschule Kassel versetzt und war dort bis 1. Juni 1875 als Bürochef und Bibliothekar tätig. Daran schloss sich eine Verwendung als Adjutant der Generalinspektion des Militärerziehungs- und Bildungswesens an. Unter Belassung in diesem Kommando wurde Frobel am 30. April 1877 als Hauptmann dem Garde-Grenadier-Regiment Nr. 4 aggregiert und am 24. September 1878 à la suite gestellt. Unter Belassung in seinem Kommando gehörte Frobel vom 21. Dezember 1882 bis 3. Februar 1886 dem 4. Garde-Regiment zu Fuß an und wurde anschließend als Kompaniechef in das 5. Rheinische Infanterie-Regiment Nr. 65 versetzt. Nach seiner Beförderung zum Major war er vom 13. November 1888 bis 17. Oktober 1892 Direktor der Kriegsschule Engers. Es folgte als Oberstleutnant seine Ernennung zum Kommandeur des II. Bataillons im 2. Kurhessischen Infanterie-Regiments Nr. 82 sowie ab 27. Januar 1894 seine Verwendung als etatsmäßiger Stabsoffizier im Infanterie-Regiment „Prinz Friedrich der Niederlande“ (2. Westfälisches) Nr. 15. Am 19. März 1896 erhielt Frobel seine Beförderung zum Oberst. Als solcher war er ab dem 18. April 1896 Kommandeur des 4. Unter-Elsässischen Infanterie-Regiments Nr. 143. Am 18. August 1898 wurde ihm mit Pension und der Berechtigung zum Tragen der Regimentsuniform der Abschied bewilligt.
Nach seiner Verabschiedung lebte Frobel in Berlin und betätigte sich bis zu seinem Tod zunächst als Redakteur, später als Chefredakteur, des Militär-Wochenblattes. Wilhelm II. verlieh ihm am 18. Januar 1901 den Charakter als Generalmajor.

### Familie
Frobel heiratete am 1. September 1874 Mathilde Möhring (* 1855). Das Paar hatte mehrere Kinder:
- Ellen Marie Charlotte (* 1875)
- Hans Joachim Ferdinand (* 1876)